# Serra Madre do Sul
A Serra Madre do Sul (em castelhano:  Sierra Madre del Sur) é uma cadeia montanhosa situada no sul do México. Estende-se ao longo de 1 000 km entre o sul de Jalisco ao Istmo de Tehuantepec no oeste de Oaxaca, passando pelo sul de Michoacán e a parte oriental de Oaxaca, paralelamente à costa do oceano Pacífico e ao Eixo Neovulcânico, do qual está separada pela depressão do rio Balsas. Na sua parte oriental, no entanto, cruza-se com aquela outra cadeia de montanhas, no norte de Oaxaca, formando o que se chama escudo Mixteco.
O ponto mais alto desta cadeia de montanhas situa-se a 3.703 m de altitude em 17° 33′ N, 100° 18′ O, no centro do estado de Guerrero. Ainda que se encontrem separadas desta cadeia montanhosa pelo rio Balsas, as montanhas do sul de Michoacán, conhecidas como serra de Coalcoamán, são também consideradas parte da Sierra Madre do Sul.
Esta cordilheira é notável pela sua biodiversidade, com grande número de espécies endémicas.